# Goldee
Goldee (née Magali Lorto en 1986) est une chanteuse martiniquaise de RnB, zouk et dancehall née en 1986.

## Biographie
Née d'un père guitariste (GROUPE E+), Goldee est rapidement initiée à la musique pour laquelle elle montre de vraies aptitudes (piano, guitare, chant).
Tout d'abord choriste (et guitariste) dans le groupe One Day managé par Didier Joachim, Goldee se voit proposer l'interprétation d'une chanson par le compositeur et producteur Joel Jacoulet et la chanteuse Perle Lama. La chanson Sexy Lady en featuring avec Lord Kossity lui assure la notoriété dans la Caraïbe.
En 2004, elle fait la première partie du concert de Sean Paul en Martinique.
Sa carrière en solo est définitivement lancée avec la compilation B-Caribbean dans laquelle six chansons sont interprétées par Goldee. De sa collaboration avec Joël Jaccoulet on retiendra aussi le single Baby Fly, puis un an après le tube Pointe des Nègres. Ce travail d'équipe aboutira à une nomination qui n'a pas été très médiatisée au CESAIRE 2007 dans la catégorie Meilleur Clip.
Son premier album solo est sorti le 28 septembre 2009. Il s'intitule : le Moi de May, et le titre phare Un rêve, une idée fait également l'objet d'un clip.